# Kareli
För andra betydelser, se Kareli (olika betydelser).
Kareli (georgiska: ქარელი) är en stad i Inre Kartlien i Georgien. Staden ligger vid floden Mtkvari, 94 kilometer väst om landets huvudstad Tbilisi.
Staden är omnämnd för första gången i dokument från år 1715. Staden var då i den adliga familjen Tsitsisjvilis ägo. Under sovjetstyret fick staden sin stadsstatus år 1981. Sedan år 1939 har staden varit administrativt centrum för Karelidistriktet. År 2014 uppgick stadens befolkning till 6 654 invånare.